# Talcioc

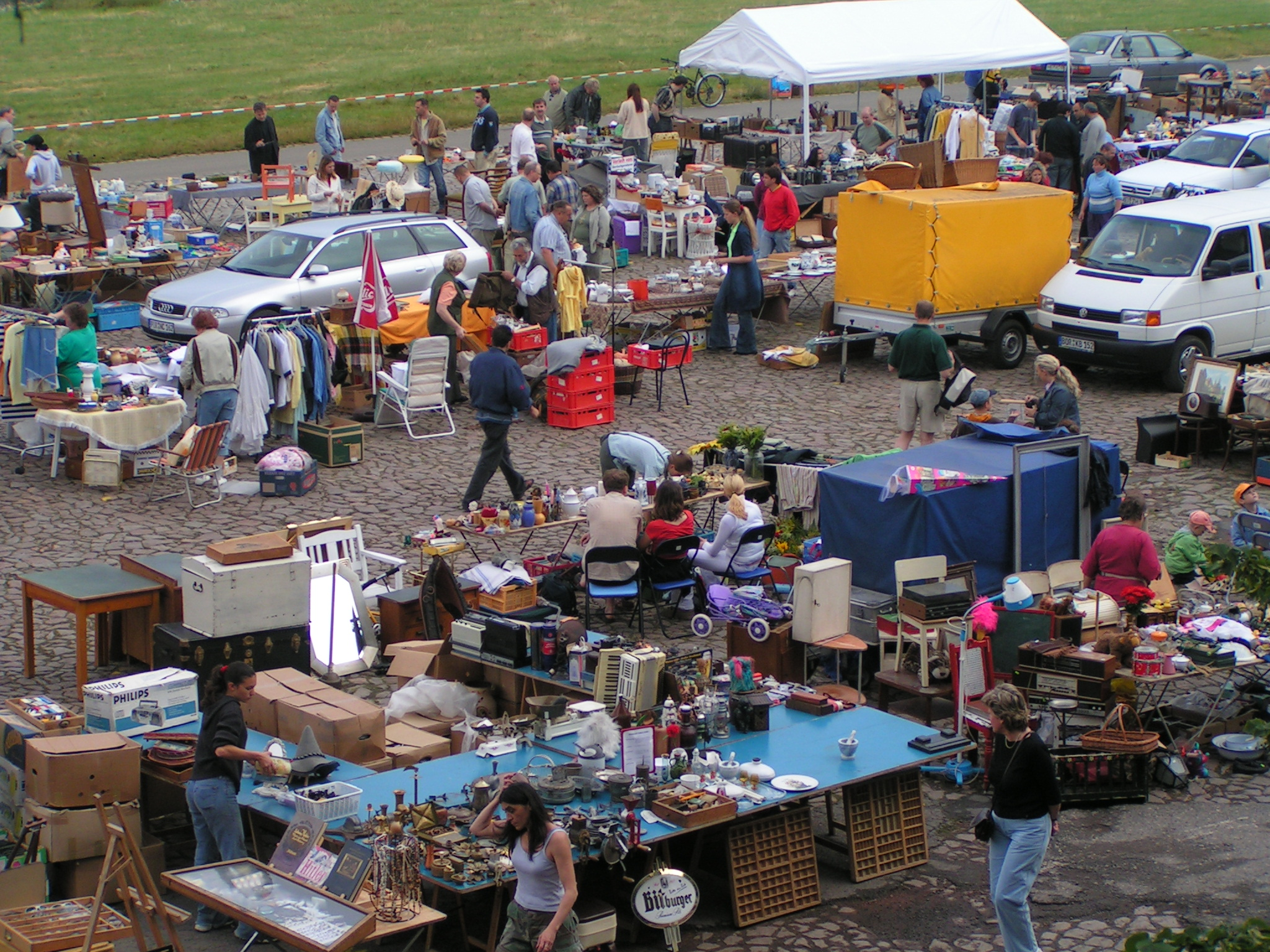
Talcioc la Dresda, RFG

Un talcioc este un bazar, care în principiu este o piață de vechituri, dar unde uneori se vând și obiecte noi. Poate avea loc zilnic, săptămânal, lunar, semianual, anual sau în legătură cu diverse evenimente.

## Tipuri
Există talciocuri organizate profesional, unde se plătește pentru închirierea unui spațiu de vânzare sau a spațiului de parcare, dar și talciocuri adhoc, de obicei organizat de organizații caritabile. Depinzând de situație, pentru a putea participa, este nevoie de permis comercial și trebuie plătite taxe. 

## Trăsături comerciale

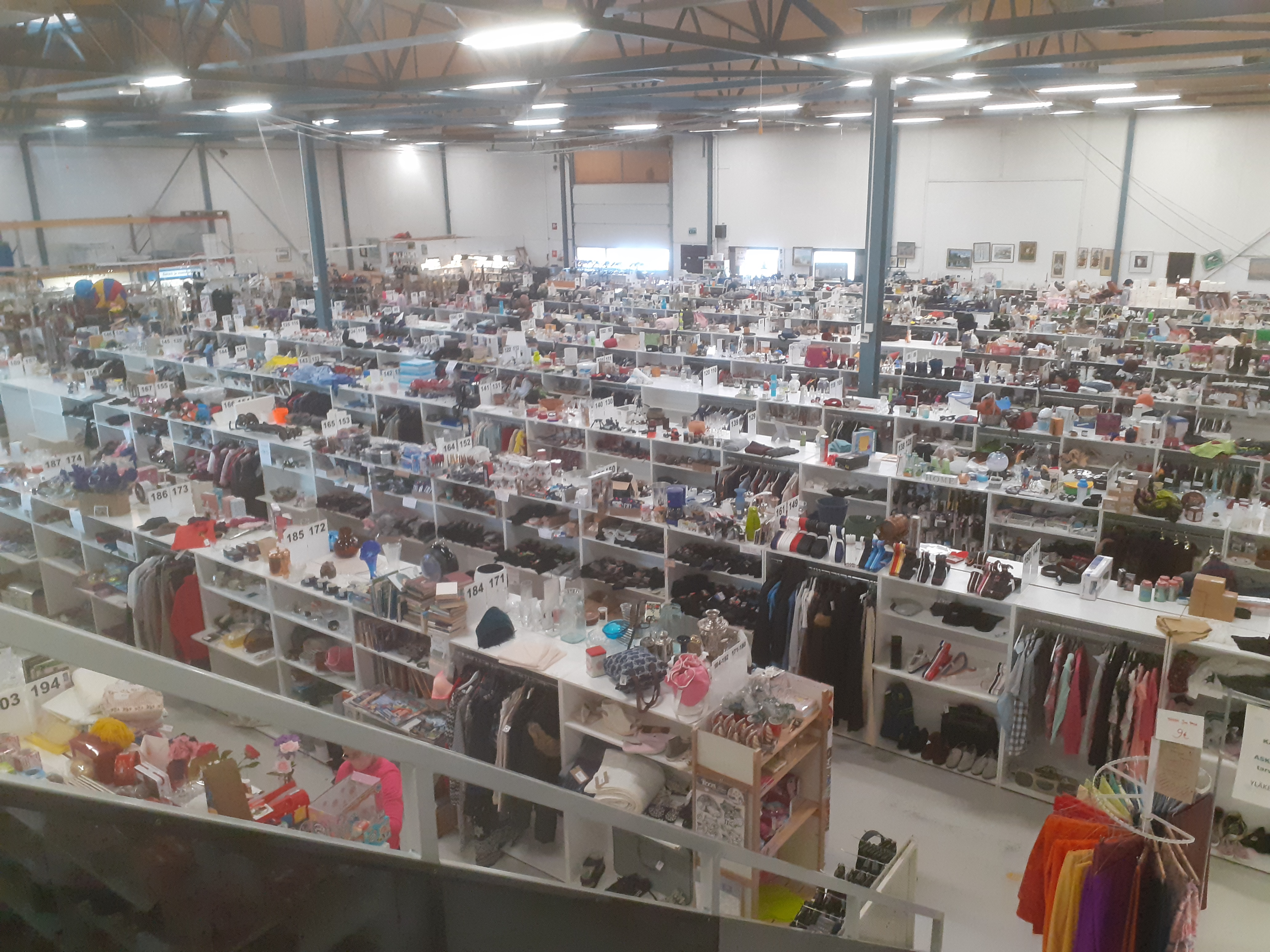
Viirin Kirppis, o talcioc din Klaukkala, Finlanda

Talciocurile există în practic toate colțurile lumii. Ele pot fi locul de desfacere a mărfii pentru unii mici meșteșugari sau comercianți care nu își pot permite să aibă un magazin propriu, sau pentru persoane particulare care nu mai au nevoie de anumite obiecte casnice etc. O trăsătură a talciocurilor este lipsa prețurilor fixe, vânzătorul și cumpărătorul târguindu-se asupra prețului. Uneori talciocurile sunt locul unde se poate da de un chilipir sau pot fi găsite mărfuri care nu mai sunt în vânzare în magazine. 
În unele societăți cu un sistem comercial nedezvoltat, talciocurile pot fi singurul loc unde se pot achiziționa anumite mărfuri. 
La talciocuri se vând uneori și mărfuri furate.

## Importanța socială
Vizitarea unui talcioc are loc de obicei de plăcere și nu de nevoie și deci fără a fi presat de timp. Cumpărătorii se pot plimba prin talcioc fără neapărat să intenționeze să cumpere ceva, ei pot conversa între ei sau cu vânzătorii, sau pot doar servi gustări sau băuturi fără a cumpăra altceva.

## Alternative
În epoca digitală există alternative precum eBay, unde cumpărătorii licitează pentru achiziționarea unui obiect pe care îl văd doar într-o fotografie, cel care câștigă licitația trebuind uneori să plătească cheltuielile de expediție. 

## Talciocuri în România
În perioada de după al Doilea Război Mondial la București era un talcioc la capătul Șoselei Colentina, care datorită construirii Spitalului Fundeni pe acel teren s-a mutat în Ghencea și apoi după Obor.

## Talciocuri în SUA
În SUA există mari talciocuri în California (Rose Bowl Flea Market) și în Pinellas Park, Florida (Wagon Wheel Flea Market). Cel mai mare talcioc din New York este Brooklyn Flea din Brooklyn.